# Bjarne Johnsen
Bjarne Johnsen (Bergen, 1892. április 27. – Bergen, 1984. szeptember 4.) olimpiai bajnok norvég tornász.
Az 1912. évi nyári olimpiai játékokon indult tornában és csapat összetettben szabadon választott szerekkel olimpiai bajnok lett.
Klubcsapata a Bergens TF volt.